# Чекалин, Николай Михайлович
Николай Михайлович Чекалин (30 января 1929, Бийский район, Сибирский край — 5 января 2011, Полтава) — советский украинский учёный-селекционер, агроном

, доктор биологических наук, профессор.

## Биография
Родился 30 января 1929 года в Бийском районе Сибирского края.
Получил образование в Новосибирском сельскохозяйственном институте (1948—1953). Работал главным агрономом Шебалинского района Горно-Алтайского края, Чергинской МТС того же района (1953 г.).
В 1954—1956 годах был председателем колхоза им. Ворошилова, с. Черга. В 1956—1958 годах работал главным агрономом Соколовской МТС Краснодарского края, Гулькевичского района,  в 1958—1960 годах тут же в колхозе «Наша Родина». В 1960—1963 годах учился в аспирантуре Всесоюзного института растениеводства им. Вавилова (Ленинград).
В 1963-1964 годах директор Устимовской опытной станции ВИР Глобинского района Полтавской области, в 1964—1969 годах — директором Полтавской областной опытной станции.
В периоды 1970—1977 годы и 1987—1991 годы заведовал кафедрой селекции и семеноводства в Полтавском сельскохозяйственном институте.
В 1977—1983 годах был директором Всесоюзного НИИ (ГНУ ВНИИ ЗБК) зернобобовых и крупяных культур, г. Орел (Россия), затем завлабораторией методов селекции этого же института.
В 1984—1987 годах заведовал отделом зерновых бобовых культур Всесоюзного института растениеводства (Ленинград).
В 1992—1998 годах — руководитель группы селекционеров АТ «Насиння» и фирмы «Албета» (обе г. Полтава).
В 1998—2009 годах работал в Полтавской государственной аграрной академии, профессор кафедры растениеводства, профессор кафедры селекции, семеноводства и генетики.
Умер 5 января 2011 года в Полтаве.

### Подготовка научных кадров
Кандидаты и доктора наук, подготовленные Н. М. Чекалиным:
- Зеленская Леся Алексеевна, тема диссертации «Изучение мужской стерильности у чины посевной», 1977, присуждена степень «кандидат биологических наук»;
- Тищенко Владимир Николаевич, «Характер наследования иммунитета озимой пшеницы к популяции бурой ржавчины в процессе гибридизации и отбора»; 1982, кандидат сельскохозяйственных наук;
- Яковлев Виктор Львович, «Эффективность отбора в ранних поколениях гибридов гороха»; 1984; кандидат сельскохозяйственных наук;
- Наумкина Татьяна Сергеевна, «Диаллельный анализ и его использование в селекции гороха»; 1984; кандидат сельскохозяйственных наук;
- Беляева Елена Георгиевна, «Влияние площади питания растений на изменчивость и взаимосвязь ряда количественных признаков у озимой пшеницы на ранних етапах селекции»; 1982; кандидат биологических наук;
- Алпатьев В. Н., «Использование косвенной оценки исходного материала сои на продуктивность»; 1988; кандидат сельскохозяйственных наук;
- Будвитете Альма Антановна, «Селекционная ценность образцов коллекции кормовых бобов для Прибалтийского региона»; 1989; кандидат сельскохозяйственных наук;
- Тищенко Владимир Николаевич, «Селекція озимої пшениці на основі еколого-генетичного підходу в умовах Лісостепу України»; 2005; доктор сельскохозяйственных наук.

### Приоритетные направления научной и научно-педагогической деятельности
- Разработка способа искусственного заражения самоопыленных линий и гибридов кукурузы пузырчатой головнёй, включённой в селекционную программу академиком Г. И. Галеевым (Кубанская опытная станция ВИР, 1963)
- Открытие цитоплазматической мужской стерильности у чины посевной, создание линий-закрепителей стерильности и восстановителей фертильности и разработка схемы использования гетерозиса у чины посевной на основе ЦМС (Полтавская опытная станция, 1968).
- Открытие селективного оплодотворения у чины посевной, создание на его основе линий со взаимной избирательностью оплодотворения для их использования в гетерозисной программе (Полтавская опытная станция и Полтавский СХИ, 1972).
- Первые попытки трансформации чужеродной ДНК, в частности, в эксперименте "Генетическое изменение признака «вокси» у ячменя под влиянием экзогенной ДНК дикого типа (Полтавский СХИ, 1972—1975).
- Окультуривание примитивного вида — чины танжерской с помощью химического и физического мутагенеза (районированный сорт Полтавская 2, 1981)
- Доказательство неэффективности прямого индивидуального отбора по продуктивности у озимой пшеницы, гороха, кормовых бобов, нута без учёта конкуренции и площади питания и разработка методов преодоления этих барьеров (непрямые методы отбора и др, 1977—2006).
- Разработка и внедрение в селекционные программы т. н. «индексной селекции», что позволяет в десятки раз увеличить эффективность отбора на ранних этапах селекции, значительно сократить сроки создания сорта и затраты на его выведение (1996—2008).
- Разработан метод «ускоренного беккросса», что позволяет без самоопыления непрерывно проводить гибридизацию при комбинативной селекции (сорт гороха Норд).
- Разработана и опубликована оригинальная программа селекции сортов зернобобовых культур с повышенной эффективностью азотфиксации, при использовании которой в НИИЗБК его б. аспиранткой, а теперь доктором наук Т. С. Наумкиной созданы изолинии лучших сортов гороха, в том числе и Норда, с повышенной азотфиксацией.
- Доместикация многолистного многолетнего люпина и создание безалкалоидных (сладких) линий и сортов с мягкими быстро набухающими семёнами и нерастрескивающимися бобами (2 авторских св-ва и сорт Первенец (1981—1989).
- Разработка способа оценки образцов мировой коллекции культурных растений по сбору продукции с единицы площади, позволяющий в несколько раз увеличить степень достоверности полученных данных (авторское св-во, 1992).
- Способ отбора родоначальных растений гороха, основанный на поиске индекса с высокой наследуемостью и тесной корреляцией со сбором продукции с ед. площади (авт. св-во, 1990).
- Способ отбора элитных растений сои, основанный на том же (авт. св-во, 1990)
- Способ создания исходного гибридного материала для селекции кормовых бобов (авт. св-во, 1991).
- Метод массовой оценки селекционного материала по устойчивости к болезням при доминантном и рецессивном её контроле
- Поиск методов непрямой оценки зимостойкости селекционного материала озимой пшеницы и устойчивости к другим неблагоприятным факторам среды и внедрение их в селекционную практику;
- Внедрение в селекционную практику новых молекулярно-генетических методов, а именно, метода белковых маркеров и молекулярных маркеров ДНК по идентификации генотипов;
- Разработка методики непрямой оценки продуктивности селекционных образцов озимой пшеницы, сои, гороха и проса на ранних этапах селекции с использованием эколого-генетического подхода, кластерного анализа и др..

## Публикации,патенты, авторские свидетельства
Н. М. Чекалин — основной автор монографий и учебных пособий:
- Селекция зернобобовых культур (М., изд. Колос, 1981);
- Цветение, опыление гибридизация растений (М., ВО Агропромиздат, 1990);
- Генетические основы селекции зернобобовых культур на устойчивость к патогенам (Полтава, Вид. Інтерграфіка, 2003).
- «Генетические основы адаптивной селекции озимой пшеницы в зоне Лесостепи» (Полтава, 2005).
- Селекція і генетика окремих культур. (ФОП Говоров С. В., 2008.- 368 с.) та ін..

Опубликовал больше 200 работ в научных журналах и сборниках Украины, России и других стран по вопросам генетики и селекции озимой пшеницы и зернобобовых культур.
Н. М. Чекалин имеет 5 патентов на методы селекции.
Авторские свидетельства на сорта с/х культур, внесённые в Реестр сортов с/х культур Украины:
- озимой пшеницы — Левада, Вильшана, Сагайдак, Оржица, Царичанка, Полтавчанка, Кармелюк;
- гороха — Норд, Полтавец 2, Зиньковский;
- проса — Полтавское золотистое, Золушка, Белая альтанка.

## Научно-педагогическая деятельность
Член Европейской ассоциации по изучению зернобобових культур (АЕР), в работе которой он брал активную участь. Так, профессор Чекалин участвовал в работе 2-й (1995), 3-й (1998) и 4-й (2001) научных конференций АЕР.
В 1997—1999 годы Н. М. Чекалин участник европейской научной программы CABINET (Биотехнология углеводов зернобобовых растений), в которой принимали участие 29 учёных из 16 европейских стран. В завершение программы была выдана коллективная монография — Carbohydrates in Grain Legume Seeds (CABI Publishing, 2001), соавтором которой был Н. М. Чекалин.
Читал следующие учебные дисциплины в Полтавской государственной аграрной академии: «Генетика растений»; «Мировые ресурсы культурных растений»; «Мировые агротехнологии»; «Генетические ресурсы растений»; «Специальная генетика», «Частная генетика растений» и другие.

## Награды и премии
- Премии Министерства сельского хозяйства СССР и Украины — 1965—1968 годы
- премии Академии сельского хозяйства Украины — 1978—1983 годы
- Премия им. В. Я. Юрьева за монографию «Генетические основы селекции зернобобовых культур на устойчивость к патогенам», 3 марта 2004 года